# Listă de țări în care româna este limbă oficială
Aceasta este o listă de țări, teritorii și organizații în care limba română are statut oficial:
     Unica limbă oficială și limba majorității
     Limbă oficială dar minoritară
     Uniunea Europeană
     Diaspora română

## Țări în care limba română este limbă oficială
| Țară              | Populație         | Vorbitori nativi de limbă română | Nr. total de vorbitori | Statutul oficial                                | Detalii                    |
| ----------------- | ----------------- | -------------------------------- | ---------------------- | ----------------------------------------------- | -------------------------- |
| Republica Moldova | 3 938 679 (2004)  | 70,2%                            | x                      | Declarația de independență a Republicii Moldova | Limbile Republicii Moldova |
| Romania           | 19 043 767 (2011) | 90,7%                            | x                      | Constituția României, art. 13                   | Limbile României           |

## Regiuni în care limba română este limbă oficială
| Regiune      | Țară    | Statut                       | Populație        | Vorbitori nativi de limbă română | Statut oficial | Detalii                   |
| ------------ | ------- | ---------------------------- | ---------------- | -------------------------------- | --- | ------------------------- |
| Găgăuzia     | Moldova | unitate teritorială autonomă | 155 646 (2004)   | 3,9%                             | Statutul Găgăuziei, art. 3 alin. (1) | Limbile din Găgăuzia      |
| Transnistria | Moldova | republică separatistă        | 555 347 (2004)   | 32,10%                           | Statutul juridic al localităților din stânga Nistrului, art. 6 alin. (1) (lat.) Constituția Republicii Moldovenești Nistrene, art. 12 (chir.) | Limba moldovenească       |
| Voivodina    | Serbia  | regiune autonomă             | 1 931 809 (2011) | 1,45%                            | Statutul Provinciei Autonome Voivodina, art. 26                                                                                               | Limba română în Voivodina |
| Herța, UA-77 | Ucraina | raion                        | 32 316 (2001)    | 93,8%                            | Legea cu privire la politicile lingvistice din Ucraina                                                                                        | Românii din Ucraina       |
| Teceu, UA-21 | Ucraina | raion                        | 171 850 (2001)   | 12,4%                            | Legea cu privire la politicile lingvistice din Ucraina                                                                                        | Românii din Ucraina       |

## Organizații care au limba română ca limbă oficială
| Organizație       | Membri                                             | Statut oficial                  | Detalii                  |
| ----------------- | -------------------------------------------------- | ------------------------------- | ------------------------ |
| Uniunea Europeană | România și alte 27 de state                        | Regulamentul nr. 1 CE           | Limbile Uniunii Europene |
| Uniunea Latină    | Republica Moldova, România și alte 34 de state     | Convenția de la Madrid din 1954 | Limbi romanice           |
| Muntele Athos     | Biserica Ortodoxă Română și alte biserici ortodoxe | limba liturgică                 |                          |